# نیکلاس آردوین
نیکلاس آردوین (انگلیسی: Nicolas Ardouin؛ زادهٔ ۷ فوریهٔ ۱۹۷۸) بازیکن فوتبال اهل فرانسه است.
از باشگاه‌هایی که در آن بازی کرده‌است می‌توان به باشگاه فوتبال بوردو، ای‌اف‌سی توبیز، و باشگاه فوتبال دپورتیوو آلاوس اشاره کرد.